# 衛僖侯
衛僖侯（？—前813年），名已失，是衞頃侯之子，或稱衞釐侯，是衞共伯及衞武公之父，在位四十二年而死。

## 家庭

### 子女
- 長：衛共伯餘
- 幼：衛武公和，衞釐侯之子，衞共伯之弟，

| 前任： 父衞頃侯 | 衞國君主 前854年 - 前813年 | 繼任： 子衞共伯餘 |